# Gujeolpan
Le gujeolpan est un plat coréen composé de huit ingrédients finement découpés, cuits et assaisonnés, placés dans un plat à neuf compartiments ; le compartiment du centre contient des galettes de blé. C'est aussi le nom de ce plat à neuf compartiments. Le nom coréen est composé de trois mots hanja : gu (구, « neuf »), jeol (절, « rayons ») et pan (판, « assiette »).
Les aliments sont séparés en fonction de leur couleur et des ingrédients et sont composés de namul (légumes feuilles assaisonnés, de viande, de champignons et de fruits de mer. On dispose au centre du plat une pile de petits jeon (pancakes coréens), faits avec de la farine de blé, appelés miljeonbyeong (밀전병).
Le gujeolpan, en tant qu'objet à servir, est aussi utilisé comme objet décoratif,,.

## Histoire et apparence
Le gujeolpan remonte au XIVe siècle et est lié à la dynastie Joseon.
Le plat octogonal peut être fait de bois ou de plastique et est divisé en huit compartiments extérieurs et un compartiment central, le dessin formé par les neuf compartiments rappelant une fleur. Il peut être gravé, incrusté de pierres précieuses, ou être le support de dessins élaborés.
Le gujeolpan est considéré comme un des plats coréens les plus colorés. Les neuf compartiments sont remplis d'ingrédients de manière à obtenir une apparence colorée et attirante esthétiquement. Il est rapporté que l'écrivaine Pearl S. Buck, impressionnée par la beauté du gujeolpan, n'a pas pu se résoudre à le déguster pour ne pas « détruire une chose si belle en la mangeant ».

## Consommation

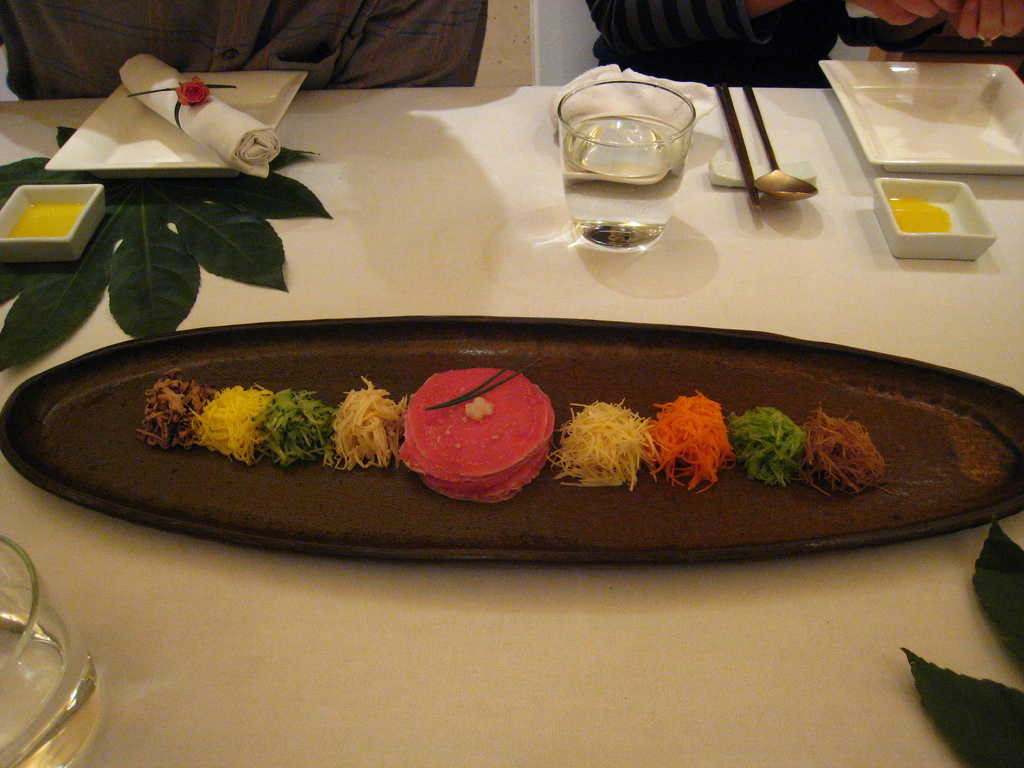
Une variante de gujeolpan.

Anciennement réservé à la noblesse coréenne, le gujeolpan peut être consommé de nos jours dans les lieux offrant de la cuisine coréenne traditionnelle. Il est également servi parfois pour les repas de noces. Chacun des compartiments extérieurs est rempli de différentes sortes de viandes, de légumes (carottes, champignons, germes de haricot, poireau, radis…), le compartiment central contient des galettes de farine de blé, fines comme du papier, les miljeonbyeong,,. Ces miljeonbyeong sont remplis des ingrédients présents dans les autres compartiments du gujeolpan avant d'être mangés.